# Рат за баварско наслеђе
Рат за баварско наслеђе је био рат који се водио од 1778. до 1779. између Пруске и Аустрије око неколико делова Баварске након смрти Максимилијана III, изборног кнеза Баварске (1727—1777) који није имао наследника. Овај сукоб је познат и под називом Кромпирски рат  зато што су пруске и аустријске трупе доста времена у Чешкој потрошиле са циљем да отежају снабдевање непријатељских трупа храном. 
Када је изборник Максимилијан III, млађи огранак Вителсбаха умро 1777, Сулзбах линија је наследила Баварску. Изборник Палатината, Карло IV Теодор, био је законски наследник који је наставио да уступа Доњу Баварску Аустрији према тајном споразуму склопљеним са царем Светог римског царства, Јозефом II, у замену за Аустријску Низоземску (данашња Белгија).
Максимилијанова супруга Марија Ана Софија од Саксоније почела је преговоре са Пруском како би Баварска након смрти Карла Теодора сачувала независност, а на њен престо дошао Вителсбах огранак Палатината, Цвајбрикен-Биркенфелд.
Пруски краљ Фридрих II Велики је мислио да би делови Баварске надокнадили Аустрији Шлезију изгубљену три деценије раније у Рату за аустријско наслеђе, чиме би Аустрија поново успоставила хегемонију у земљама немачког говорног подручја и уздрмала позицију Пруске. Зато је склопио савез са Саксонијом и објавио рат Аустрији наводно бранећи права Карла II, војводе од Цвајбрикена.
Фридрихова инвазија на Чешку је у принципу прошла без проливања крви и завршена је конгресом у Тешену (1779) уз посредовање Русије и Француске. У складу са мировним одлукама, царица Марија Терезија пристала је на све што је Пруска тражила (иако њени синови то нису одобравали) сем што је задржала област Инфиртел. Саксонија ја примила финансијску награду за своју улогу у интервенцији. Овај рат је уједно био и последњи велики рат који је водио Фридрих II. Када је цар Јозеф II поново покушао да придобије Баварску 1784, Фридрих је створио Фирстенбунд (буквално Савез кнежева), политичко тело које је окупило ситније владаре немачких земаља. Тиме је Фридрих стекао славу бранитеља немачких слобода од царског апсолутизма. У пракси, Савез кнежева је у периоду између 1785. и 1790. обезбеђивао равнотежу између Аустрије и Пруске и практично заштитио Пруску од даљих аустријских напада. Ипак, најдуготрајнија последица Рата за баварско наслеђе била је аустријска окупација Инфиртела који је 1816. и трајно припојен Аустрији и који се и данас налази у саставу Републике Аустрије.